# 天龍訣
《天龍訣》，香港麗的電視製作的原創武俠劇，在1979年10月首播。本劇為同年播出的武俠劇《天蠶變》的續集。與《天蠶變》沒有明確時代背景不同（雖然種種跡象是明朝立國以後，因為有武當派而已非張三豐執掌，並可由天龍訣往前推算），《天龍訣》時代設定在明朝中葉正德年間，除江湖紛爭外，亦加入宮廷鬥爭情節。1984年顧冠忠受邀赴臺於華視拍攝由韋辛製作的臺製續集《天蠶再變》，背景、角色設定與《天龍訣》相似，唯劇情發展不同。

## 簡介
五年前，雲飛揚擊斃獨孤無敵後歸隱，但江湖並未從此平靜。白蓮教、南宮世家兩股勢力遭到邪魔的控制，危害武林。
雲飛揚因身受內傷，與傅香君不辭而別。香君無奈之下只好暫時忘卻心愛之人，轉而與安樂侯徐庭封並肩作戰。安樂侯徐廷封雖深得崑崙派真傳，但需要分心于朝廷事務，幫助正德帝對付劉瑾、寧王等勢力。
在陸丹、小子的幫助下，徐廷封為皇帝剷除異己。然而，天地人三尊不僅將江湖弄得烏煙瘴氣，甚至將勢力滲透進宮廷，以邪術控制皇帝，並與寧王之子朱君照合作以奪取帝位。雲飛揚只有再次出手，雖然大破「七剎琴音」，卻驚見白蓮教三尊手下“粉羅刹”竟然就是被白蓮教控制的親妹獨孤鳳，後更被失去理性的獨孤鳳暗算而死。最後，徐廷封以「天龍九式」擊殺二尊，而小子則以「七剎琴音」令獨孤鳳恢服理智，鳳恢服後對其所作所為感到慚愧，最後趁人尊被徐廷封與小子聯手破解白蓮魔功時與她同歸於盡。
傅香君與徐廷封在經歷同甘共苦後漸生情愫。後來，香君終於接受了廷封的愛意，但他因遭皇帝猜忌，賜下毒酒，在愛人懷裏猝然而逝。

## 演員表

### 主要演員
- 白　彪 飾 徐廷封
- 余安安 飾 傅香君
- 顧冠忠 飾 雲飛揚
- 梁小龍 飾 小子方真
- 薛家燕 飾 南宮明珠
- 羅樂林 飾 陸丹
- 魏秋樺 飾 鍾木蘭（南宮五娘）
- 文雪兒 飾 朱菁照（寧王女）

### 其他演員

#### 白蓮教
- 田　豐 飾 不老神仙  (配音: 吳桐)
- 湯錦棠 飾 天尊—仇不恨
- 葉天行 飾 地尊—仇不悔
- 馬海倫 飾 人尊
- 陳維英 飾 紅燈使者-王嬌嬌
- 劉國誠 飾 黃燈使者-黃衣大師
- 江　圖 飾 藍燈使者-藍定儒
- 李天鷹 飾 白燈使者-催仁命
- 苗可秀 飾 粉羅刹（獨孤鳳）

#### 少林寺
- 關　山 飾 心禪上人
- 盧靈光 飾 少林方丈
- 李壽祺 飾 無我大師

#### 南宮世家
- 黃蕙芬 飾 南宮太君
- 馮　真 飾 南宮大娘（謝素秋）
- 陳曼娜 飾 南宮二娘（黑燈使者—姜紅杏）
- 盧宛茵 飾 南宮三娘（唐月娥）
- 李　鳳 飾 南宮四娘（梅傲霜）
- 李達威 飾 南宮博
- 劉　江 飾 南宮鶴

#### 恒山派
- 黃莎莉 飾 苦師太
- 黎少芳 飾 絕師太
- 陳惠瑜 飾 靜師太

#### 崑崙派
- 曹達華 飾 鍾大
- 區　嶽 飾 斷虹子

#### 宮廷
- 萬梓良 飾 正德帝（明武宗）
- 鍾景輝 飾 寧王
- 王　偉 飾 劉瑾
- 李　亨 飾 王守仁
- 關偉倫 飾 高陞
- 麥天恩 飾 韓濤
- 吳　桐 飾 張永
- 周進明 飾 江彬
- 陸柱石 飾 朱君照（寧王世子）
- 何雲 飾 齊王
- 徐允新 飾 平西王
- 黃家駒 飾 晉安王

#### 其他
- 良　鳴 飾 南偷
- 文千歲 飾 蕭別離（蕭三公子）
- 張鴻昌 飾 雪漫天
- 金　山 飾 天河上人
- 鄭　雷 飾 皇甫忠
- 孟　浪 飾 皇甫義
- 陳植槐 飾 北盜
- 鄭君綿 飾 猿長老
- 阮令濤 飾 小德祿
- 朱鐵和 飾 扶桑客
- 高　雄 飾 常勝
- 梁日成[2] 飾 夏哈哈
- 招浩東 飾 徐福
- 小麒麟 飾 段小虎
- 何巧兒 飾 苗飛飛
- 凌文海 飾 花別離
- 馬宗德 飾 黃和尚
- 凌禮文 飾 莊良輔（寧王參謀）

## 與史實的差異
- 明太祖朱元璋規定子孫按照其所定規則命名。按其規定，寧王世子應為拱子輩，後一字應為木部，而非如劇中名字朱君照。
- 歷史沒有寧王參予平定劉瑾的記載，而歷史上參予平定劉瑾叛亂的楊一清沒有在本劇出現。
- 王守仁在正德年間正值壯年，只有三十多至四十多歲，並不如劇中般老邁（演員李亨參演時已76歲，在劇中的形象為白髮白鬍的長者）。
- 劇中出現寧王之亂事件，但與史實有頗多的差異，如劇中提及寧王控制湖北湖南及江西，但史載寧王從南昌出兵，沿長江向下游出兵；劇中提及明武宗早有剷除寧王之心，並日夜兼程到南方指揮王守仁等人，但史載明武宗在寧王賄賂武宗身邊官員太監，在張永告發後才知悉寧王不臣之心，在武宗親率大軍平叛前王守仁已將寧王之亂平定。
- 在第57集正德帝被白蓮教控制時，王守仁與諸王參予選立皇嗣，但其時實權在內閣，王守仁理應沒有權力參予，而正德帝死後才由楊廷和等人選立皇嗣，並非如劇中般在正德帝生前選立；此外，諸王受封後理應就藩，沒可能在京師參與選立皇嗣；另外，齊王早在永樂年間被除，而大明亦沒有平西王，因此劇中出現的齊王和平西王在歷史上並不存在，而晉安王早於正德八年逝世，晉安王之號亦為其後代追封，生前並沒有成為晉王。